# Piasecki H-21
Il Piasecki H-21 Workhorse/Shawnee è un elicottero statunitense, il quarto di una serie di elicotteri a doppio rotore sviluppati e costruiti dalla Piasecki Helicopter (successivamente Boeing Vertol). Comunemente chiamato "banana volante", fu un elicottero multi missione che poteva essere equipaggiato con ruote, sci o galleggianti.
L'H-21 fu originariamente sviluppato dalla Piasecki come elicottero per il salvataggio artico, e per questo scopo aveva delle caratteristiche specifiche che gli consentivano il funzionamento anche a -54 °C, e la manutenzione poteva essere effettuata anche in ambienti a temperature rigide.

## Storia del progetto
La Piasecki Helicopter sviluppò e vendette con successo alla Marina Militare Statunitense una serie di elicotteri a doppio rotore, a partire dall'HRP-1 del 1944. L'HRP-1 fu ribattezzato "banana volante" per via di una curvatura verso l'alto della fusoliera nella parte posteriore per far sì che i due grandi rotori non si colpissero reciprocamente. Il nomignolo fu successivamente applicato agli altri elicotteri della Piasecki dal design simile, incluso l'H-21.
Nel 1949 la Piasecki propose l'YH-21A Workhorse all'USAF, il quale derivava dall'HRP-1. Utilizzando due rotori completamente articolati a 3 pale controrotanti, l'H-21 era alimentato da un motore radiale a 9 cilindri Curtis-Wright R-1820-103 Cyclone sovralimentato da 1 150 Hp (858 kw) raffreddato ad aria. Dopo il suo primo volo nell'aprile del 1952 l'Aeronautica Statunitense ordinò 32 modelli di H-21A SAR e 163 esemplari della variante più potente cioè l'H-21B.
Questo elicottero era equipaggiato con una versione potenziata del motore Wright 103 che poteva erogare 1 425 Hp (1 063 kw) e con le pale allungate di 152 mm. Con queste migliorie adesso l'H-21B poteva trasportare 22 soldati di fanteria completamente equipaggiati, o 12 barelle con lo spazio per 2 medici addetti all'evacuazione medica. Con le loro capacità di utilizzo nell'inverno artico, sia l'H-21A che l'H-21B furono messi in servizio dall'Aeronautica Statunitense e dall'Aeronautica Canadese per prestare manutenzione e rifornire le installazioni radar della DEW (Distant Early Warning Line) che si estendeva dalle Isole Aleutine e l'Alaska attraverso il Canada del nord fino alla Groenlandia e all'Islanda.
Il motore Wright maggiorato da 1 425 Hp usato nell'H-21B fu montato anche nelle varianti seguenti vendute sia all'Esercito Statunitense (come l'H21-C Shawnee) sia alle forze armate di molte altre nazioni. Nel 1962 l'H-21 fu rinominato dall'Esercito Statunitense in CH-21.
Nel 1959 la Vertol Aircraft, che aveva acquisito la Piasecki, sviluppò un progetto per spostare carichi pesanti su brevi distanze. Il progetto consisteva nell'unire con travi da due a sei H-21Bs in modo da poter sollevare così ingenti carichi. Il progetto fu però presto accantonato per la sua pericolosità, in quanto se uno degli elicotteri avesse avuto qualche problema, avrebbe sbilanciato il collegamento con gli altri, creando una situazione di non equilibrio che avrebbe potuto portare a far precipitare tutta la struttura.

## Impiego operativo

### Guerra d'Algeria
Nel 1956, cercando un modo per utilizzare gli elicotteri per gli attacchi al suolo nella Guerra d'Algeria, l'Esercito e l'Aviazione francesi armarono il Sikorsky H-19, che successivamente fu sostituito dai più capaci Piasecki H-21 e dal Sikorsky S-58. Alcuni H-21C furono equipaggiati con lanciarazzi e mitragliatrici fisse, altri avevano anche una rastrelliera per le bombe, ma i test eseguiti verificarono che così equipaggiato l'elicottero perdeva di manovrabilità e le azioni di attacco al suolo ne risultavano assai limitate.
L'H-21C ebbe quindi molto più successo come trasporto truppe, e la maggior parte degli H-21Cs in servizio furono dotati di porta-mitragliatrici (in modo da poterle rimuovere) come le Browning calibro .50 (12,7 mm) o la MG 151/20, utilizzate per difendere le truppe dal fuoco nemico.
Anche se l'H-21 fu rimosso dal ruolo di attacco al suolo, le valutazioni ufficiali dell'esercito indicavano che resisteva meglio ai colpi da fuoco multipli che giungevano da terra, rispetto al Sikorsky CH-34; questo per via del tipo e della collocazione dei serbatoi del carburante del CH-34.

Con la fine della guerra gli H-21C per il trasporto truppe furono utilizzati in sinergia con gli H-34 per gli attacchi al suolo, in un gran numero di operazioni contro le insurrezioni.

### Esercito statunitense

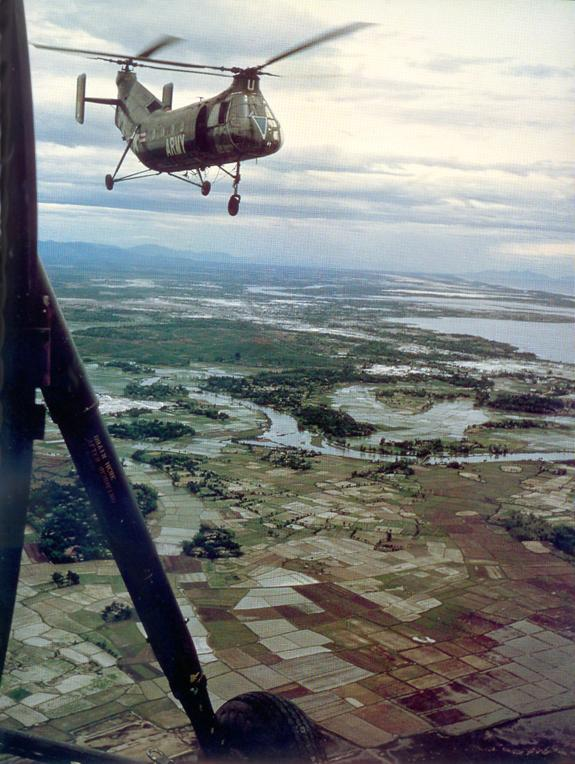
Uno Shawnee sorvola le risaie del Vietnam.

L'H-21C ha avuto un grande utilizzo nell'Esercito Statunitense, principalmente per il trasporto di truppe e rifornimenti. Il 24 agosto 1954 con l'assistenza per il rifornimento in volo di un DHC-3 Otter fornito dall'esercito, l'H-21C noto come Amblin' Annie divenne il primo elicottero ad aver sorvolato tutti gli Stati Uniti non stop.

Vari furono gli esperimenti effettuati dell'esercito per armare l'H-21C; alcuni Shawnees furono armati con mitragliatrici sul  muso, mentre altri con mitragliatrici laterali. Una versione sperimentale dell'elicottero fu equipaggiata con una torretta per "Superfortezze" B-29 con mitragliatrici cal. 0,50 (mm.12,7) in postazione prodiera.
L'H-21C (in seguito denominato CH-21C) fu impiegato per la prima volta nel dicembre 1961 in Vietnam con l'8ª e la 57ª Compagnia Aviotrasportata dell'Esercito Statunitense, in supporto all'ARVN (Esercito del Vietnam del Sud). Per questo compito poteva essere fornito di mitragliatrici brandeggiabili alle porte da 7,62 mm o da 12,7 mm. La lentezza, i cavi di controllo e i tubi del carburante non protetti, lo rendevano molto vulnerabile agli attacchi di terra ad opera del NVA e dei Viet Cong che erano ben forniti di armi automatiche leggere e pesanti mitragliatrici AA 
da 12,7 mm. L'abbattimento di un CH-21 Shawnee vicino al confine laotiano-vietnamita nel luglio del 1962 causò la morte dei quattro aviatori dell'Esercito che furono i primi caduti Americani in Vietnam.
Nonostante questo evento gli Shawnee rimasero in servizio e furono dei veri e propri cavalli di battaglia fino al 1964 quando furono sostituiti con il Bell UH-1 Iroquois. Nel 1965 il Boeing CH-47 Chinook fece il suo ingresso nel teatro di guerra vietnamita, e più tardi nello stesso anno la maggior parte dei CH-21 furono ritirati dal servizio attivo da parte sia dell'Esercito che dell'Aeronautica Statunitensi.

## Varianti

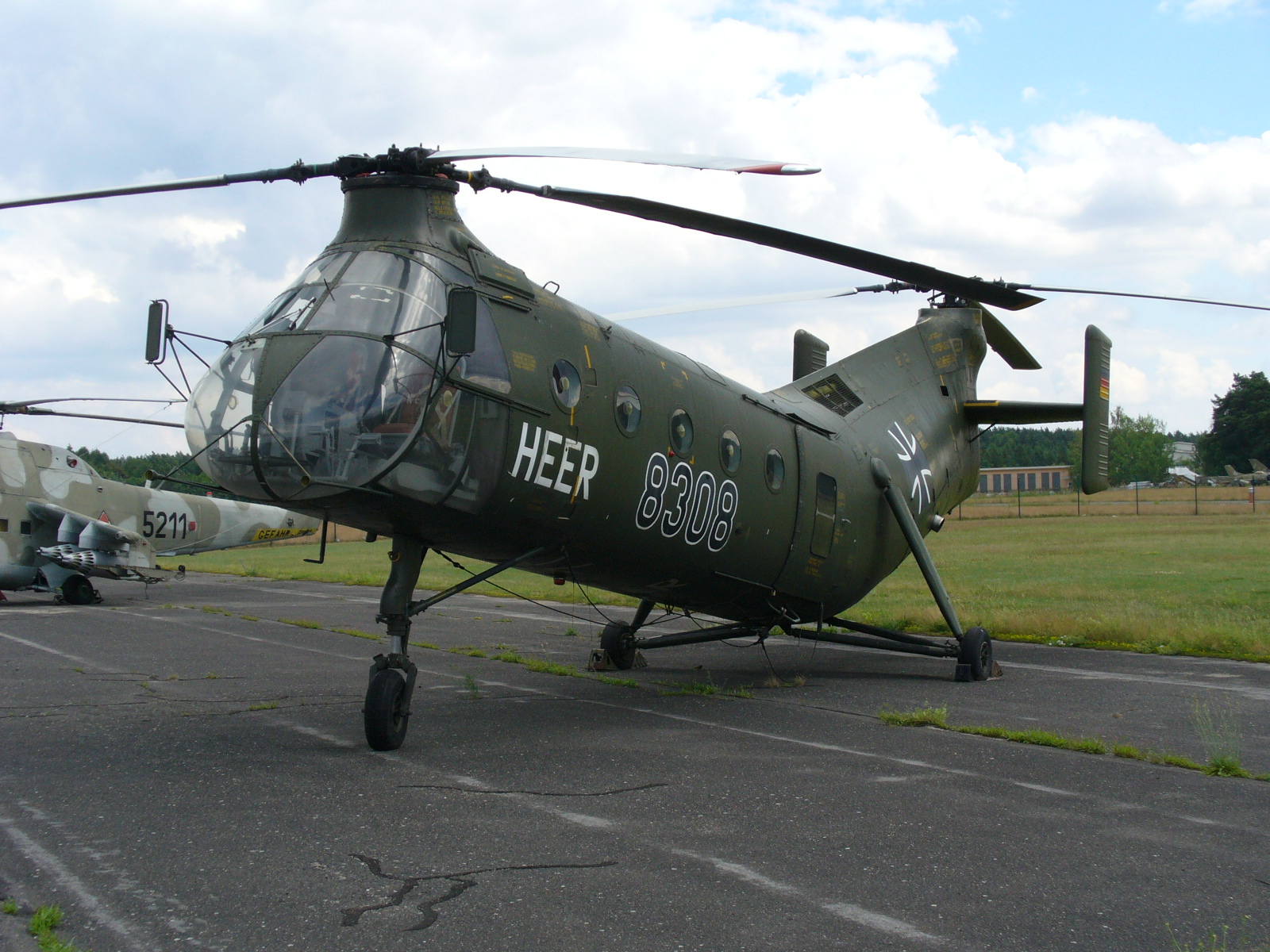
H-21C dell'Esercito Tedesco

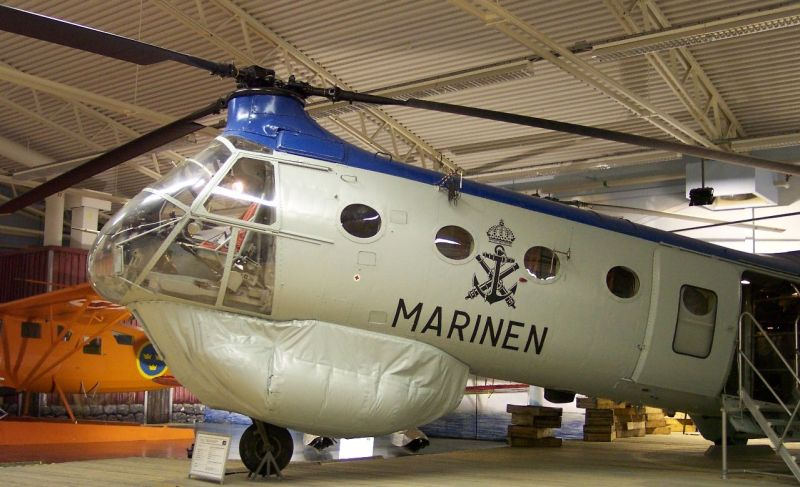
HKP-1 della Svenska marinen

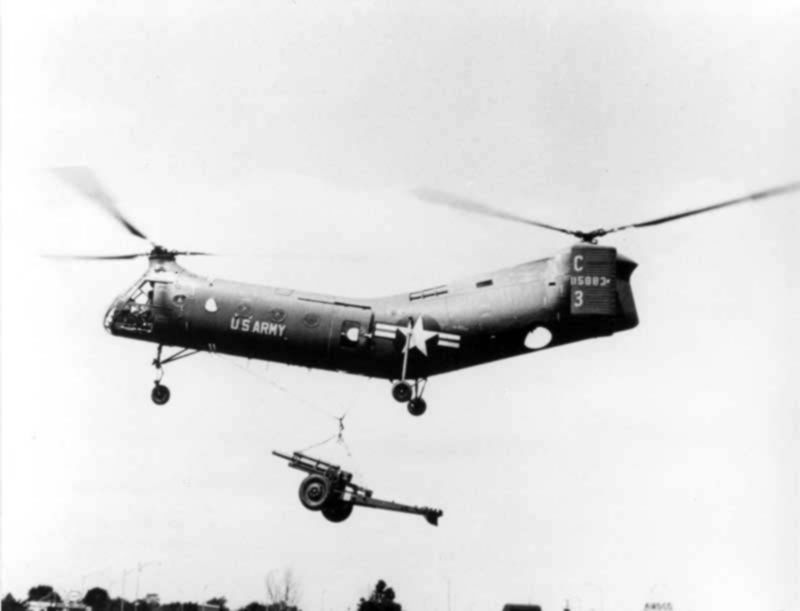
CH-21C con un 105 mm M101

XH-21
Primo prototipo di H-21 per l'Aeronautica Statunitense.
YH-21 Work Horse
Versione dell'HRP-2 per test di servizio per l'USAF Search And Rescue (SAR), furono costruiti 18 modelli.
H-21A Work Horse (Model 42)
Era un YH-21 con modifiche minori e alimentato da motore Wright R-1820-102 da 1 250 Hp; rinominato poi CH-21A nel 1962. Ne furono costruiti 32 per l'USAF e 6 per l'Aeronautica Canadese.
H-21B Work Horse (Model 42)
Era un H-21A con un motore Wright maggiorato da 1 425 Hp e con posti per 20 soldati, autopilota come dotazione standard, una limitata protezione per i proiettili e serbatoi di carburante esterni; rinominato CH-21B nel 1962. Ne furono costruiti 163 per le forze armate Statunitensi, 10 per la giapponese Jieitai e 10 per la Marine Nationale francese.
SH-21B Work Horse
Conversione per il salvataggio di un H-21B, divenne HH-21B nel 1962.
H-21C Shawnee (Model 43)
Versione per l'Esercito Statunitense dell'H-21B, divenne CH-21C nel 1962. Ne furono costruiti 334 per le forze armate Statunitensi, 32 sotto licenza dalla Weser Flugzeugbau per l'Esercito della Germania dell'Ovest, 98 per l'Armée de l'air e per l'Aviation légère de l'armée de terre.
XH-21D Shawnee (Model 71)
Due H-21Cs ai quali furono sostituiti i motori Wright R-1820 con due General Electric T58 turboalbero. Non entrarono mai in produzione.
CH-21A
ridesignato H-21A nel 1962.
CH-21B
ridesignato H-21B nel 1962.
CH-21C
ridesignato H-21c nel 1962.
HH-21B
ridesignato SH-21B nel 1962.
Model 42A
Conversione da parte della Vertol Aircraft (Canada) di 8 H-21s dell'Aeronautica Canadese ad usi civili. Equipaggiato per trasportare 19 passeggeri o 1.279 kg di carico in stiva, oppure 2.268 kg con carico appeso all'esterno.
Model 44A
Versione H-21B adibito al trasporto commerciale di 19 passeggeri. Ne furono costruiti 11 come HKP-1 di cui 9 per la Svenska Flygvapnet e 2 per la Svenska marinen. 2 furono costruiti per essere usati come test di valutazione per la Japan Self-Defense Forces, altri per la Royal Canadian Air Force.
Model 44B
Versione commerciale cargo o per 15 passeggeri dell'H-21B.
Model 44C
Versione commerciale executive per 8 passeggeri dell'H-21B.
CH-127
Model 44 costruito dalla Vertol Canada.

## Utilizzatori

### Militari
Canada
- Royal Canadian Air Force

operò con le versioni H-21A e Model 44A.
 Francia
- Armée de l'air (H-21C)
- Armée de terre
  - Aviation légère de l'armée de terre (H-21B)
- Marine nationale (H-21B)

 Germania
- Luftwaffe (H-21C)
- Heer (H-21C)

 Giappone
- Japan Air Self-Defense Force: 10 H-21B impiegati in operazioni di salvataggio .
- Rikujō Jieitai

2 V-44A in servizio dal 1959 al 1969.
- - Japan Self-Defense Forces, designati H-21B e Model 44A Hou-Ou(ほうおう, Fenghuang).

 Svezia
- Swedish Air Force: 1 HKP-1.
- Swedish Navy utilizzò HKP-1.

 Stati Uniti
- United States Army

operò con la versione H-21C dal 1949 al 1967.
- United States Air Force utilizzò H-21A, H-21B e SH-21B.
- United States Coast Guard utilizzò HRP-1, HRP-1G e HRP-2.

### Civili
Canada
- Dominion Helicopters

 Messico
- Electramex

 Stati Uniti
- New York Airways